# Hydnophytum formicarum
Hydnophytum formicarum ist eine Pflanzenart aus der Gattung Hydnophytum und gleichzeitig die Typusart der Gattung.

## Merkmale
Hydnophytum formicarum ist ein epiphytischer Kleinstrauch mit einer kugeligen Knolle, welche bis 25 Zentimeter im Durchmesser erreicht. Die einfachen oder wenig verzweigten Triebe werden bis 20 Zentimeter lang. Die elliptischen bis breit lanzettlichen Blätter sitzen an einem 4 Millimeter langen Stiel und werden 7 bis 10 Zentimeter lang und bis 5 Zentimeter breit. Die Blattspitze ist abgerundet. Die Blattspreite verzweigt sich in 7 bis 12 Seitennerven. Die elliptischen Zipfel der weißen Blütenkrone sind kapuzenartig zusammengezogen. Die orangefarbenen Früchte sind 6 bis 7 Millimeter im Durchmesser.

## Vorkommen
Hydnophytum formicarum kommt von Indochina bis Neuguinea vor.